# Aigrefeuille-d'Aunis
Aigrefeuille-d'Aunis is een gemeente in het Franse departement Charente-Maritime (regio Nouvelle-Aquitaine). De plaats maakt deel uit van het arrondissement Rochefort. De inwoners worden Aigrefeuillais genoemd. Aigrefeuille-d'Aunis telde op 1 januari 2022 4.578 inwoners.

## Geografie
De oppervlakte van Aigrefeuille-d'Aunis bedroeg op 1 januari 2022 16,76 vierkante kilometer; de bevolkingsdichtheid was toen 273,2 inwoners per km².
De onderstaande kaart toont de ligging van Aigrefeuille-d'Aunis met de belangrijkste infrastructuur en aangrenzende gemeenten.

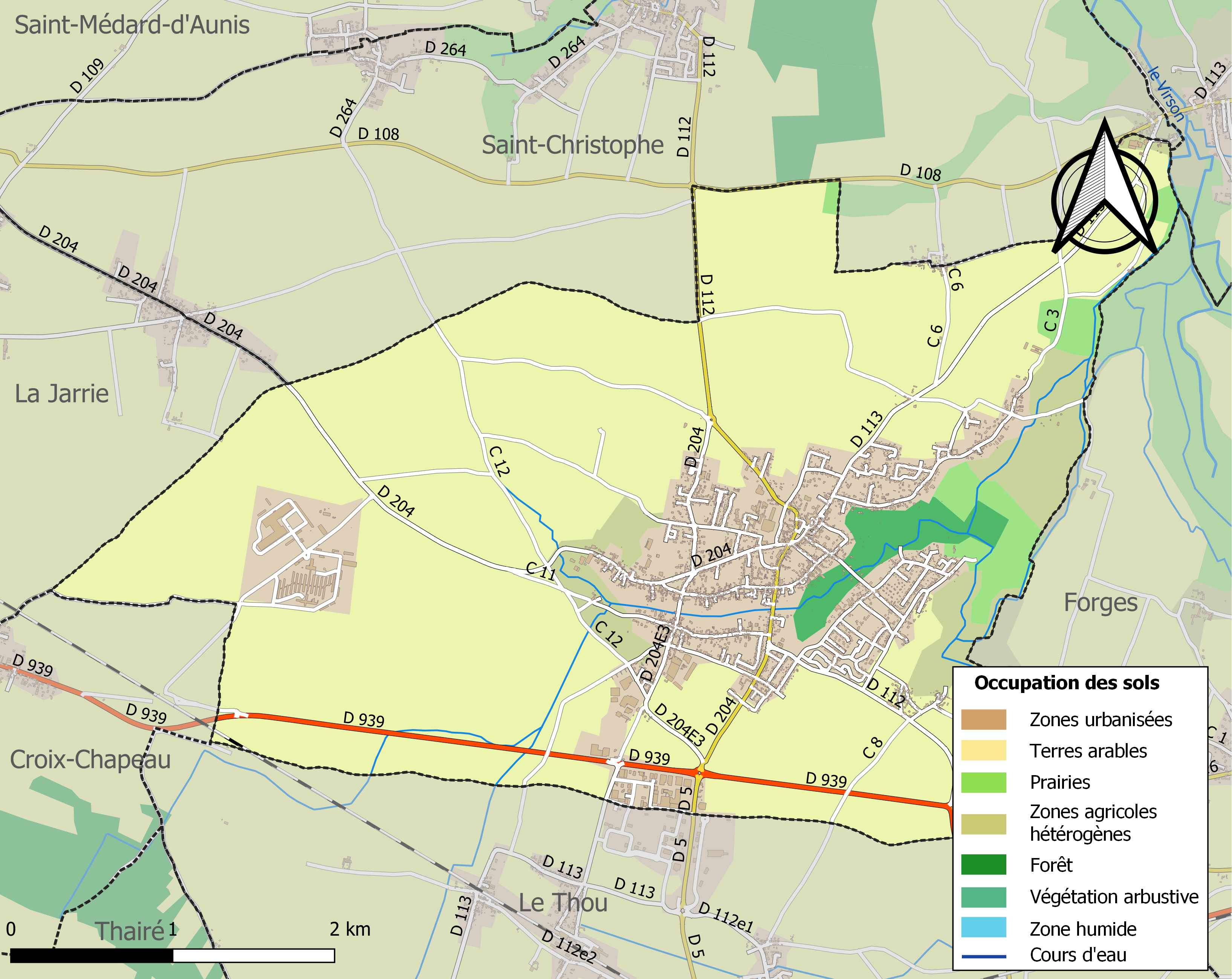

## Verkeer
De spoorweghalte Aigrefeuille - Le Thou ligt in de aanpalende gemeente Le Thou.

## Demografie
Onderstaande figuur toont het verloop van het inwonertal (bron: INSEE-tellingen).